# 이치노미야정 (효고현 시소군)
이치노미야정(一宮町)은 효고현 시소군에 설치되었던 정이다.
2005년 4월 1일, 야마사키정, 이치노미야정, 하가정, 지쿠사정이 4정을 합병해 시소시가 되었기 때문에 소멸하였다.
마을 이름은 하리마 국 이치노미야·이와 신사에서 유래했다. 덧붙여 효고 현에는 쓰나 군에도 이치노미야 정이 있었지만(현·아와지 시), 이쪽은 아와지 국 이치노미야·이나사키 신궁에서 따왔다.

## 지리
니시하리마를 남류하는 이보가와 상류에 위치한 효고현 시시아와군의 가장 산 깊은 지역이다.

## 역사
- 1956년 4월 1일 - 간베촌, 소메고치촌, 시모미카타촌이 합병해 이치노미야정이 성립하였다.
- 1956년 9월 30일 - 미카타촌, 한세촌이 합병해 새로운 이치노미야정이 성립하였다.
- 1976년 9월 13일 - 태풍 17호의 집중 호우에 의해 후쿠지에서 산사태가 발생하였다. 시모미카타 초등학교와 민가 등이 파괴와, 유출된 토사가 이보강을 메워 범람도 생겼다. 사망자는 3명이다.
- 2005년 4월 1일 - 야마사키정, 하가정, 지쿠사정과 합병해 시소시가 성립하였다. 동일 이치노미야정은 폐지되었다.

## 인구
| 연도 | 인구   | ±%    |
| ---- | ------ | ----- |
| 1950 | 15,806 | —     |
| 1955 | 15,535 | −1.7% |
| 1960 | 14,407 | −7.3% |
| 1965 | 13,196 | −8.4% |
| 1970 | 12,440 | −5.7% |
| 1975 | 12,177 | −2.1% |
| 1989 | 12,215 | +0.3% |
| 1985 | 12,107 | −0.9% |
| 1990 | 12,034 | −0.6% |
| 1995 | 11,559 | −3.9% |
| 2000 | 10,600 | −8.3% |
| 2005 | 9,955  | −6.1% |

## 교통

### 공항
- 다지마 비행장
- 오카야마 공항
- 고베 공항

### 도로
- 국도29호선
- 국도 제429호선 (일본)(일본어판)